# Yizhousaurus
Yizhousaurus ("ještěr z I-čou") byl rod starobylého sauropodního dinosaura z kladu Sauropodiformes. Žil v období rané juryu (geologický stupeň sinemur, asi před 199 až 191 miliony let) na území dnešní jižní Číny (provincie Jün-nan, geologické souvrství Lu-feng). Tento středně velký sauropodomorf dosahoval délky kolem 9 metrů a hmotnosti zhruba 7 tun.

## Historie
Fosilie tohoto dinosaura ze spodní části souvrství Lufeng v podobě výborně zachované a téměř kompletní kostry (i s prakticky kompletní lebkou) byly v odborné literatuře zmíněny již v roce 2010. Již tehdy bylo předběžně stanoveno rodové jméno "Yizhousaurus", zatím však pouze jako neoficiální. V září roku 2018 pak byl dinosaurus formálně popsán jako typový druh Y. sunae.